# Aidablennius sphynx
Aidablennius sphynx är en fiskart som först beskrevs av Valenciennes, 1836.  Aidablennius sphynx ingår i släktet Aidablennius och familjen Blenniidae. Inga underarter finns listade i Catalogue of Life.

## Bildgalleri

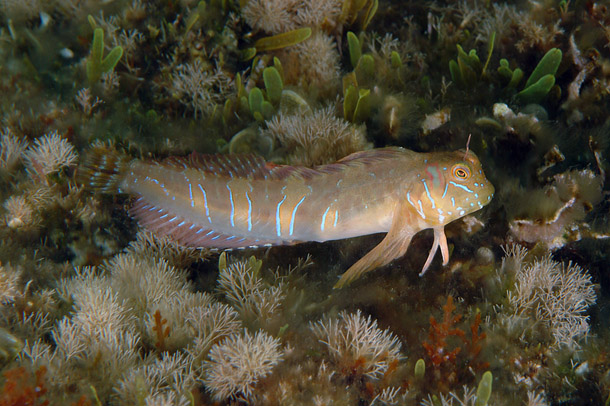
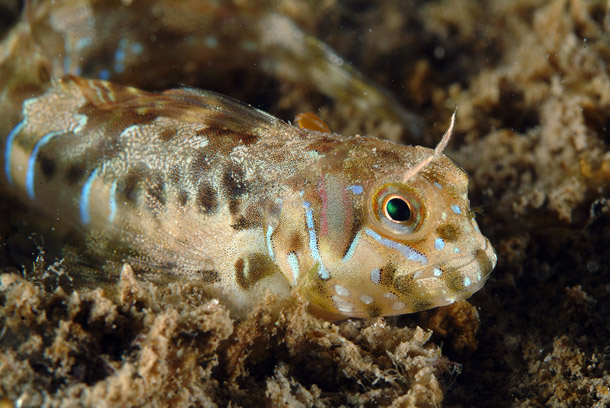
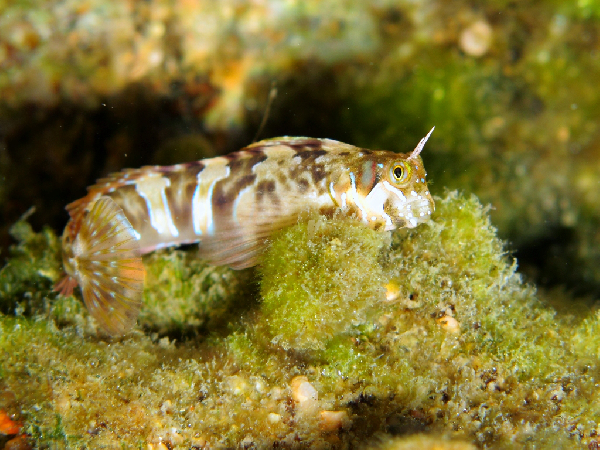